# Encarte de álbum

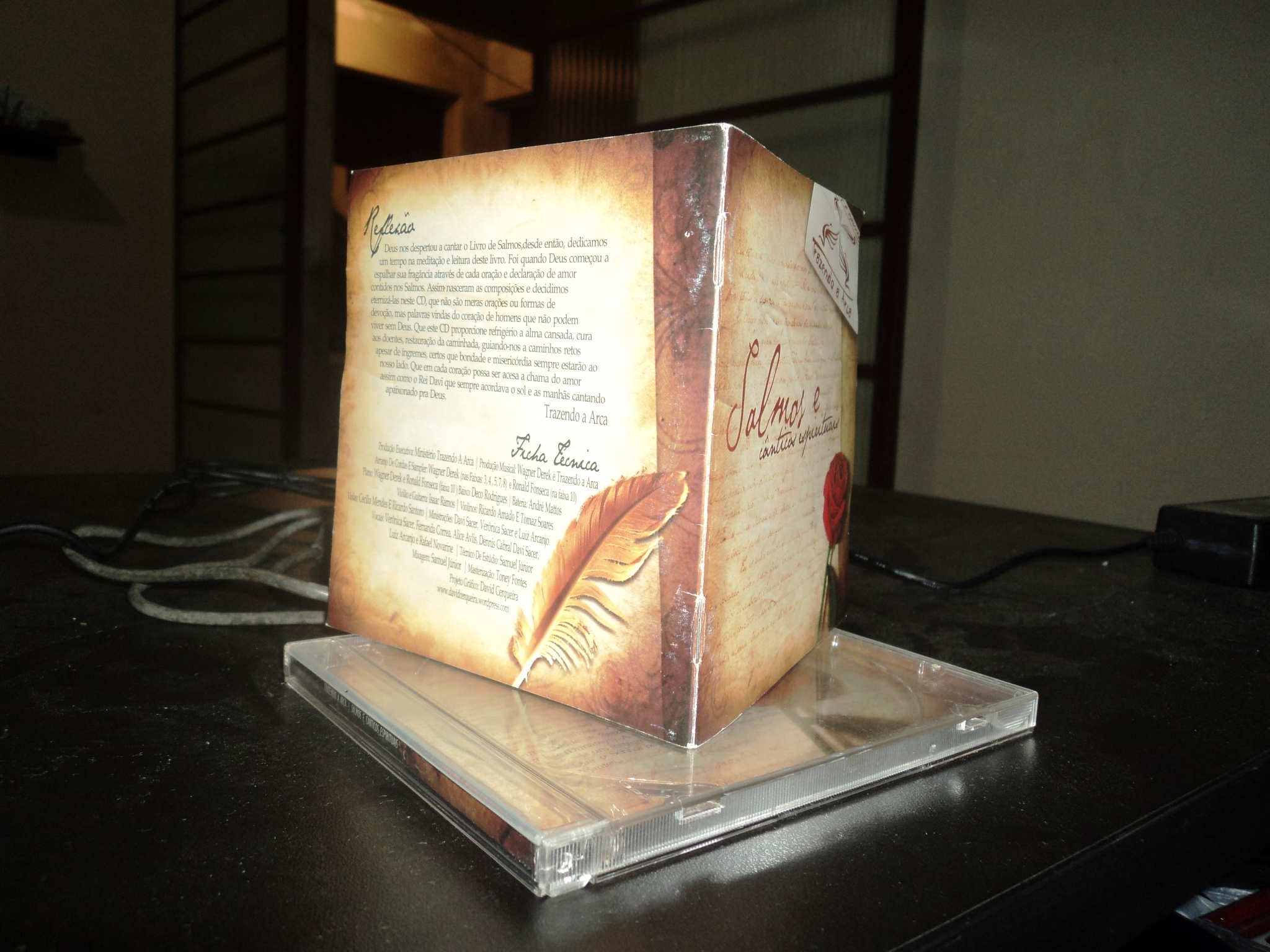
Um encarte do álbum Salmos e Cânticos Espirituais: À esquerda, créditos e um texto, à direita a parte frontal do projeto gráfico.

Os encartes de álbuns, encontrados em CDs, discos de vinil e fitas cassete, descendem das notas de texto que eram impressas nas costas das capas dos LPs, que guarneciam os discos de vinil de 12 polegadas. Nos vinis, essas notas eram normalmente impressas nas capas protetoras de poeira inseridas dentro dos álbuns.
Traziam em seu conteúdo a discografia do artista, dados biográficos ou questões do selo da gravação e frases elogiosas ao artista, ditas, frequentemente, por um jornalista de música, admirador do executante ou do compositor. Podem também incluir informações sobre o intérprete, texto das obras gravadas, créditos e agradecimentos a outros artistas e pessoas envolvidas na gravação.
Porém, não são todos os artistas que usam encartes nos seus trabalhos. Geralmente bandas independentes ou que não possuem capital para arcar com todas as despesas, não utilizam o encarte, ou apenas por uma questão de escolha. Um exemplo disto foi o caso da banda System of a Down, cujo álbum Steal This Album! não possui encarte, como uma forma de protesto em relação as músicas vazadas na internet logo após o lançamento de Toxicity.